# Željko Vertelj
Željko Vertelj, slovenski slikar tetraplegik, * 26. julij, 1959, Ljubljana.
Vertelj je imel leta 1993 težko prometno nesrečo, po kateri je ostal tetraplegik. S slikarstvom se je ukvarjal že pred nesrečo. Po rehabilitaciji je odšel v »Dom starejših občanov« v Kočevju, kjer živi in ustvarja. Mahle, ki ustvarja z usti, najraje riše slovensko pokrajino.
Vertelj je štipendist mednarodnega združenja VDMFK.